# Mietgendorf

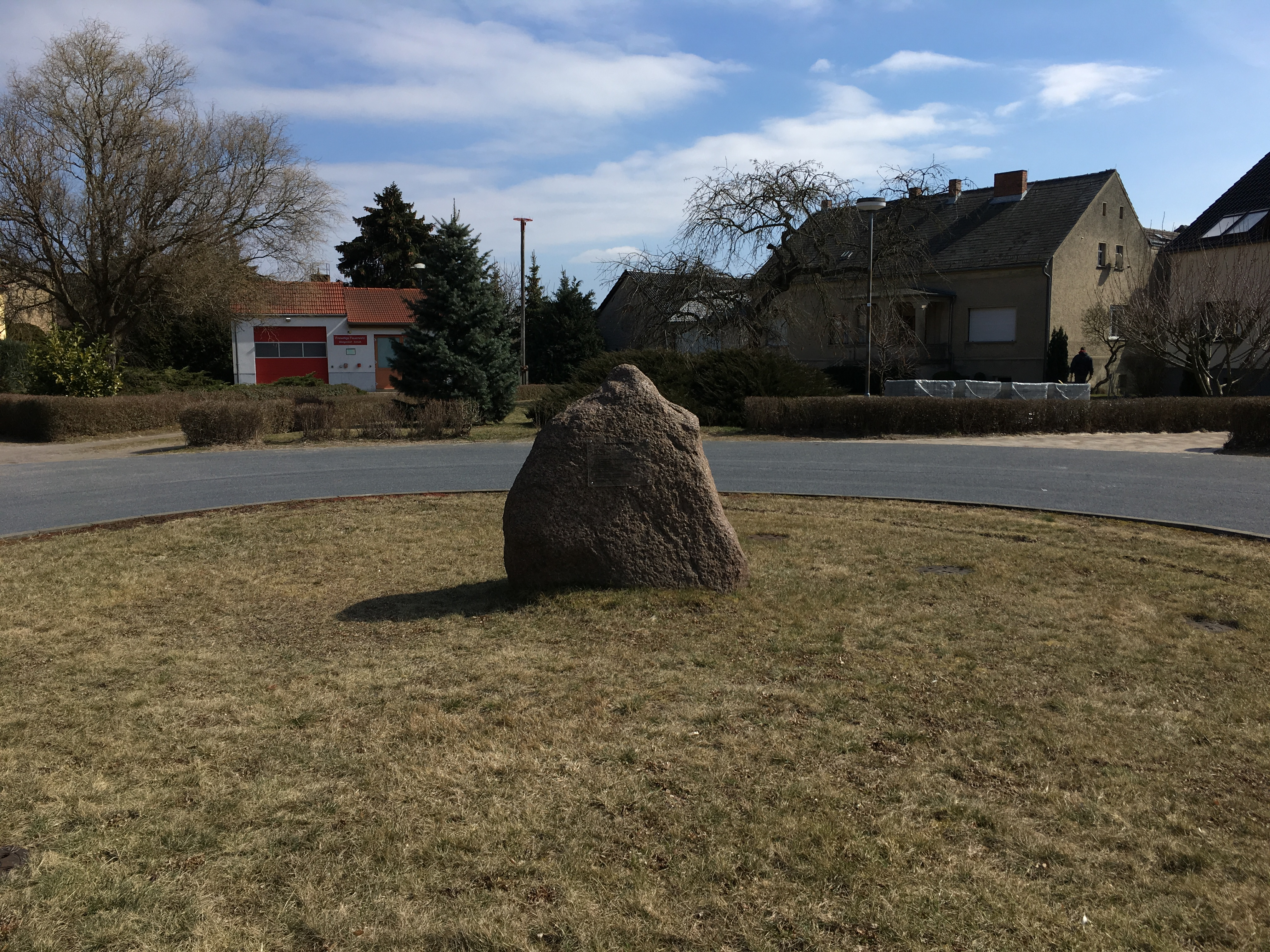
Dorfanger in Mietgendorf

Mietgendorf ist ein Ortsteil von Ludwigsfelde, einer Mittelstadt im Brandenburger Landkreis Teltow-Fläming. Das bis 1973 selbständige Dorf liegt rund sieben Kilometer südwestlich des Stadtzentrums von Ludwigsfelde und etwa 20 Kilometer südwestlich von Berlin. Der kleine Ort hat eine Gemarkungsfläche von 3,55 km².
Das Sackgassendorf liegt im Naturpark Nuthe-Nieplitz in der Niederung der Flüsse Nuthe und Nieplitz am nördlichen Fuß der Glauer Berge.

## Lage und Dorf

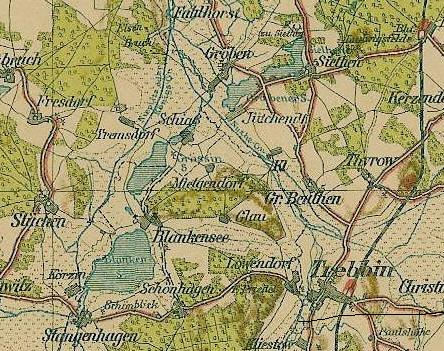
Pharus-Karte von 1903

Mietgendorf umgeben folgende Orte: im Nordwesten der Ludwigsfelder Ortsteil Schiaß, im Nordosten der Ludwigsfelder Ortsteil Jütchendorf, im Osten der Trebbiner Ortsteil Großbeuthen und im Süden der Trebbiner Ortsteil Glau (Trebbin). Das Sackgassendorf ist auf asphaltiertem Weg lediglich durch eine kleine Zufahrtsstraße erreichbar, die südlich von Schiaß von der Verbindungsstraße Blankensee – Schiaß – Jütchendorf abzweigt.
Das Dorf ist ein Rundling inmitten der Feldmark und von alten Hofanlagen, Äckern und Wiesen umgeben. Der wirtschaftliche Schwerpunkt liegt in der Landwirtschaft, die von bäuerlichen Familienbetrieben gekennzeichnet ist. Mit zwei Pferdepensionen hat Mietgendorf Anteil am touristischen Aufschwung, der seit der Deutschen Wiedervereinigung Teile des südlichen Berliner Umlands erfasst. Ausgedehnte Reit- und Wanderwege durch die Niederung und die Glauer Berge bieten Urlaubern Erholungsmöglichkeiten.
Wie das Nachbardorf Schiaß hat auch Mietgendorf keine Kirche. Zur Seelsorge mussten die Bewohner lange Zeit nach Trebbin, was sie in der zweiten Hälfte des 16. Jahrhunderts eine Kirchabgabe in Höhe von neun Scheffel Weizen jährlich kostete. Heute ist das Dorf nach Blankensee eingepfarrt. Eine Freiwillige Feuerwehr ist ansässig und feierte 2003 ihr 70-jähriges Jubiläum. Mietgendorf hat keine Schule, die Kinder werden per Schulbus zur 4. Ludwigsfelder Grundschule gebracht. Die Interessen des Dorfes vertritt ein Ortsbeirat und der Ortsbürgermeister.

## Geschichte
Für Mietgendorf findet sich die erste schriftliche Erwähnung 1368 als Kendorf. 1381 ist der Ort als Mickendorf und 1775 unter seinem heutigen Namen Mietgendorf vermerkt. Die Etymologie ist laut Reinhard E. Fischer wegen fehlender früherer Belege unklar, „vielleicht benannt nach einem Mann mit dem slawischen Personennamen Mitek.“
Kulturräumlich zählt Mietgendorf zum Teltow. Der Ort befindet sich zentral im von Theodor Fontane so bezeichneten Thümenschen Winkel, der im späten Mittelalter und bis in das neunzehnte Jahrhundert der Neuzeit von der Familie von Thümen beherrscht wurde. Die Familie hatte ihren Hauptsitz über Jahrhunderte im rund sechs Kilometer südwestlich gelegenen Stangenhagen und auch das Rittergut Mietgendorf war lange in ihrem Besitz.
1908 brachte ein Bürger aus Blankensee Quellwasser von den Glauer Bergen in den Handel. Das unter dem Namen „Bikkesprudel“ vermarktete, in Flaschen abgefüllte und mit Kohlensäure versetzte Produkt war laut Etikett gesetzlich geschützt. Ein Liter Wasser enthielt, gleichfalls nach Angabe auf dem Etikett, unter anderem 17 mg Chlornatrium, 31 mg natürliche Kohlensäure, 41 mg Kalciumoxyd sowie Magnesia, Eisenoxydul und Kali. Der „[…] nächste Besitzer, Kurt Deuthe aus Mietgendorf, verpaßte die einmalige Chance, das stille Dorf in einen Kurort zu verwandeln. Noch rinnt die Quelle schwach, eine zweite knapp hundert Meter weiter ist versiegt.“
Am 1. Januar 1974 wurde Mietgendorf nach Gröben eingemeindet. Zusammen mit diesem kam es am 31. Dezember 1997 nach Ludwigsfelde.

## Naturraum

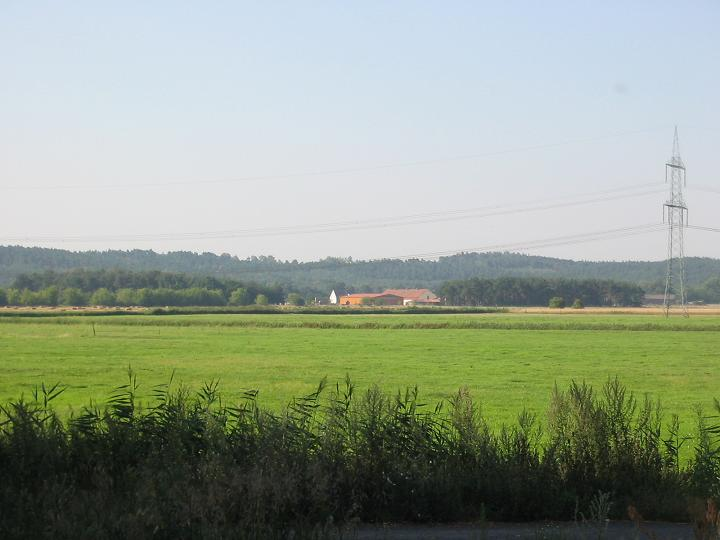
Mietgendorf in der Niederung vor den Glauer Bergen

Der Naturraum um Mietgendorf und seine Flora und Fauna sind geprägt von den Charakteristika der Nuthe-Nieplitz-Niederung; siehe Naturpark Nuthe-Nieplitz. Das Dorf liegt zwischen der seenartigen Erweiterung des Fluss-See-Systems im Unterlauf der Nieplitz, das aus dem Blankensee, Grössinsee und Schiaßer See besteht, und den Glauer Bergen, einer isolierten, vier Kilometer langen Stauchmoräne aus Vorschüttsanden der Weichseleiszeit. Bis 1782, als die Niederung auf Anordnung von Friedrich dem Großen zur Entwässerung mit Meliorationsgräben durchzogen wurde, bildete die Umgebung eine sumpfige Wildnis aus Wasser, Strömen, Busch und Schilf. Noch heute führen zwei Wassergräben an Mietgendorf vorbei bis zu den Glauer Bergen.
Die Böden zwischen Mietgendorf und den Glauer Bergen und insbesondere in den Bergen veranschaulichen die Etikettierung des Kurfürstentums Brandenburg als „Streusandbüchse des Heiligen Römischen Reiches Deutscher Nation“ fast idealtypisch: Böden und Wanderwege sind über weite Strecken von knietiefem märkischen Sand bedeckt.
Der Trebbiner Lehrer Illig charakterisierte das Dorf zu Beginn des 20. Jahrhunderts wie folgt: „Jenseits der Berge liegt es […] Weitab von der großen Heerstraße, weltverloren, weltverborgen ist es eingebettet zwischen Wäldern, Wiesen und Feldern […] “.